# Arnold Jeannesson
Arnold Jeannesson (* 15. Januar 1986 in Paris) ist ein ehemaliger französischer Radrennfahrer.

## Karriere
Arnold Jeannesson wurde 2006 Dritter bei der nationalen U23-Mountainbikemeisterschaft in der Mountainbike-Disziplin Cross Country. 2007 wurde er Dritter bei der nationalen U23-Meisterschaft im Cyclocross.
Nachdem Jeannesson auf der Straße in den Jahren 2006 und 2007 für das französische Continental Team Auber 93 als Stagiaire, erhielt er ab der Saison 2008 dort einen regulären Vertrag. Parallel dazu bestritt er 2008 mit der Nationalmannschaft das UCI-Nations’-Cup-U23-Rennen Tour de l’Avenir, wo er die Bergankunft nach Guzut Neige gewann und Gesamtdritter wurde.
2009 und 2010 fuhr Jeannesson bei dem UCI ProTeam Caisse d’Epargne, für das er mit dem Giro d’Italia 2009 seine efrste Grand Tour als 57. beendete. 2011 wechselte zum französischen Radsportteam FDJ.fr und belegte bei der Tour de France 2011 den 14. Platz in der Gesamtwertung, was zugleich seine beste Karriereplatzierung bei einer Grand Tour war. Beim UCI-WorldTour-Rennen Paris-Nizza 2012 wurde er Gesamtsechster.
Nach Ablauf der Saison 2017 beendete Jeannesson seine internationale Straßenkarriere, nachdem er in den letzten beiden Jahren für Cofidis, Solutions Crédits und Fortuneo-Vital Concept gefahren war. Bei der anschließenden französischen Cyclocrossmeisterschaft 2018 gewann er die Bronzemedaille.

## Erfolge
2008
- eine Etappe Tour de l’Avenir

2012
- Cyclocross International du Mingant Lanarvily

2013
- Cyclocross International du Mingant Lanarvily

## Grand-Tour-Platzierungen
| Grand Tour            | 2009 | 2010 | 2011 | 2012 | 2013 | 2014 | 2015 | 2016 | 2017 |
| --------------------- | ---- | ---- | ---- | ---- | ---- | ---- | ---- | ---- | ---- |
| Giro d’ItaliaGiro     | 57   | DNF  | –    | –    | DNF  | –    | –    | –    | –    |
| Tour de FranceTour    | –    | –    | 14   | –    | 29   | 30   | –    | 87   | –    |
| Vuelta a EspañaVuelta | –    | –    | –    | 64   | –    | –    | –    | –    | –    |

## Teams
- 2006 Auber 93 (Stagiaire)
- 2007 Auber 93 (Stagiaire)
- 2008 Auber 93
- 2009 Caisse d’Epargne
- 2010 Caisse d’Epargne
- 2011 FDJ
- 2012 FDJ-Big Mat
- 2013 FDJ.fr
- 2014 FDJ.fr
- 2015 FDJ
- 2016 Cofidis, Solutions Crédits
- 2017 Fortuneo-Vital Concept